# Cybianthus itacolomyensis
Cybianthus itacolomyensis är en viveväxtart som beskrevs av M.A. Lisboa och J. Badini. Cybianthus itacolomyensis ingår i släktet Cybianthus, och familjen viveväxter. Inga underarter finns listade i Catalogue of Life.